# Polyspermie
 (mai 2017).
Si vous disposez d'ouvrages ou d'articles de référence ou si vous connaissez des sites web de qualité traitant du thème abordé ici, merci de compléter l'article en donnant les références utiles à sa vérifiabilité et en les liant à la section « Notes et références ».
En biologie on appelle polyspermie la fertilisation d'un ovule par plus d'un spermatozoïde. Les organismes diploïdes contiennent normalement deux copies de chaque chromosome, une de chaque parent. La cellule générée par polyspermie contient au contraire trois copies de chaque chromosome ou davantage - un de l'ovule et un de chacun des spermatozoïdes multiples. Habituellement, le zygote qui en résulte n'est pas viable.

## Protections élaborées contre la polyspermie
Les ovules d'organismes à reproduction sexuée sont adaptés pour éviter une telle situation. Ces défenses sont très caractéristiques chez l'oursin marin, qui après l'acceptation d'un spermatozoïde empêche qu'un autre réussisse à pénétrer l'ovule. Des défenses semblables existent chez d'autres eucaryotes.
La prévention de la polyspermie chez les oursins de mer repose sur un changement dans la charge électrique à travers la surface de l'ovule, qui est provoqué par la fusion avec l'ovule du premier spermatozoïde. Les ovules d'oursins de mer non fécondés ont une charge négative, mais celle-ci devient positive après fécondation. Quand le spermatozoïde d'oursin de mer rencontre un ovule à charge positive, la fusion spermatozoïde-ovule est bloquée. Ainsi, après que le premier spermatozoïde est entré en contact avec l'ovule et a provoqué le changement, les spermatozoïdes qui suivront seront empêchés de fusionner. On pense que ce « blocage électrique de la polyspermie » vient du fait qu'une molécule chargée positivement dans la membrane superficielle du spermatozoïde est repoussée par la charge positive à la surface de l'ovule.
Les blocages électriques de la polyspermie ont lieu chez beaucoup d'espèces animales, y compris les grenouilles, les palourdes et les vers marins, mais non chez les divers mammifères qui ont été étudiés (hamster, lapin, souris). Chez les espèces sans blocage électrique, la polyspermie est d'habitude empêchée par la sécrétion d'une substance qui établit une barrière mécanique contre elle. Les animaux comme les oursins de mer ont une stratégie de prévention de la polyspermie en deux étapes, avec un blocage électrique rapide mais transitoire, remplacé après la première minute ou à peu près par un blocage mécanique permanent mais plus lent à se développer. On pense que les blocages électriques sont le résultat de l'évolution chez les espèces où il est nécessaire de bloquer très rapidement la polyspermie, en raison de la présence d'un grand nombre de spermatozoïdes qui arrivent en même temps à la surface de l'ovule, comme cela se produit chez les animaux comme les oursins de mer. Chez eux, la fécondation a lieu d'une façon externe dans l'océan, si bien que des centaines de spermatozoïdes peuvent entrer en contact avec l'ovule en plusieurs secondes. Chez les mammifères, où la fécondation est interne, un plus petit nombre de spermatozoïde atteint le site de fécondation dans l'oviducte.
Un blocage supplémentaire contre la polyspermie existe aussi, qui semble être une dégradation supplémentaire des nucléi dans le zygote nouvellement formé après la première fusion des noyaux, mais le mécanisme de ce blocage n'est pas encore connu.
Chez l'homme, le blocage mécanique consiste en la liberation du contenu des granules corticaux de l'ovocyte II qui engendre la constitution d'une membrane de fecondation recouvrant le prochain ovule et le protégeant de la polyspermie.